# 愛山駅
愛山駅（あいざんえき）は、北海道上川郡愛別町字愛山にあった北海道旅客鉄道（JR北海道）石北本線の駅（廃駅）である。駅番号はA40。
2022年3月14日改正時点では、普通列車のうち、下り5本・上り7本（うち1本は休日運休）が停車していた。

## 歴史

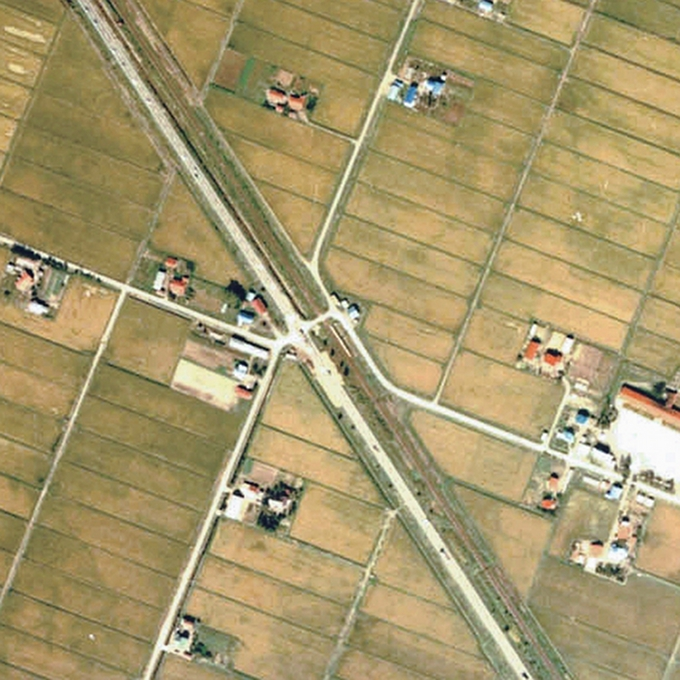
1977年の愛山仮乗降場と周囲約500m範囲。右下が上川方面。

総工費40万円で村の直営工事により、1959年（昭和34年）10月初旬に着工、一部は地域住民の協力を得て完成させ、1959年12月1日から気動車が全て停車するとともに、同日に愛山連合会が主催で鉄道関係者などにより、愛山小学校で完成式が行われたという記述がある。

### 年表
- 1960年（昭和35年）5月2日：日本国有鉄道石北線の愛山仮乗降場（局設定）として上川郡愛別村に開業[1]。
- 1961年（昭和36年）4月1日：所属路線が石北本線に改称。
- 1987年（昭和62年）4月1日：国鉄分割民営化により、JR北海道に継承[1][5]。同時に駅に昇格[5]。
- 1990年（平成2年）3月10日：営業キロ設定。
- 2023年（令和5年）6月17日：同日付の「北海道新聞」で、当駅の翌年春での廃止もしくは自治体管理移管へ向けて調整が進んでいる旨が報じられる[6]。
- 2024年（令和6年）3月16日：利用者減少に伴い、同日実施のダイヤ改正に併せ廃止[JR北 1]。

### 駅名の由来
地名より。地名はもとは現在でも隣駅の名称となっている「安足間」と名乗ったが、隣接する上川町の愛山渓温泉への入口にあたることから、改称した。
「愛山」の由来は、1897年（明治30年）に入植した人々が愛知県と山形県の出身であったことから、両県の名称を合成したものである。

## 駅構造
単式ホーム1面1線を有した地上駅。無人駅である。自動券売機や便所は設置されていなかった。

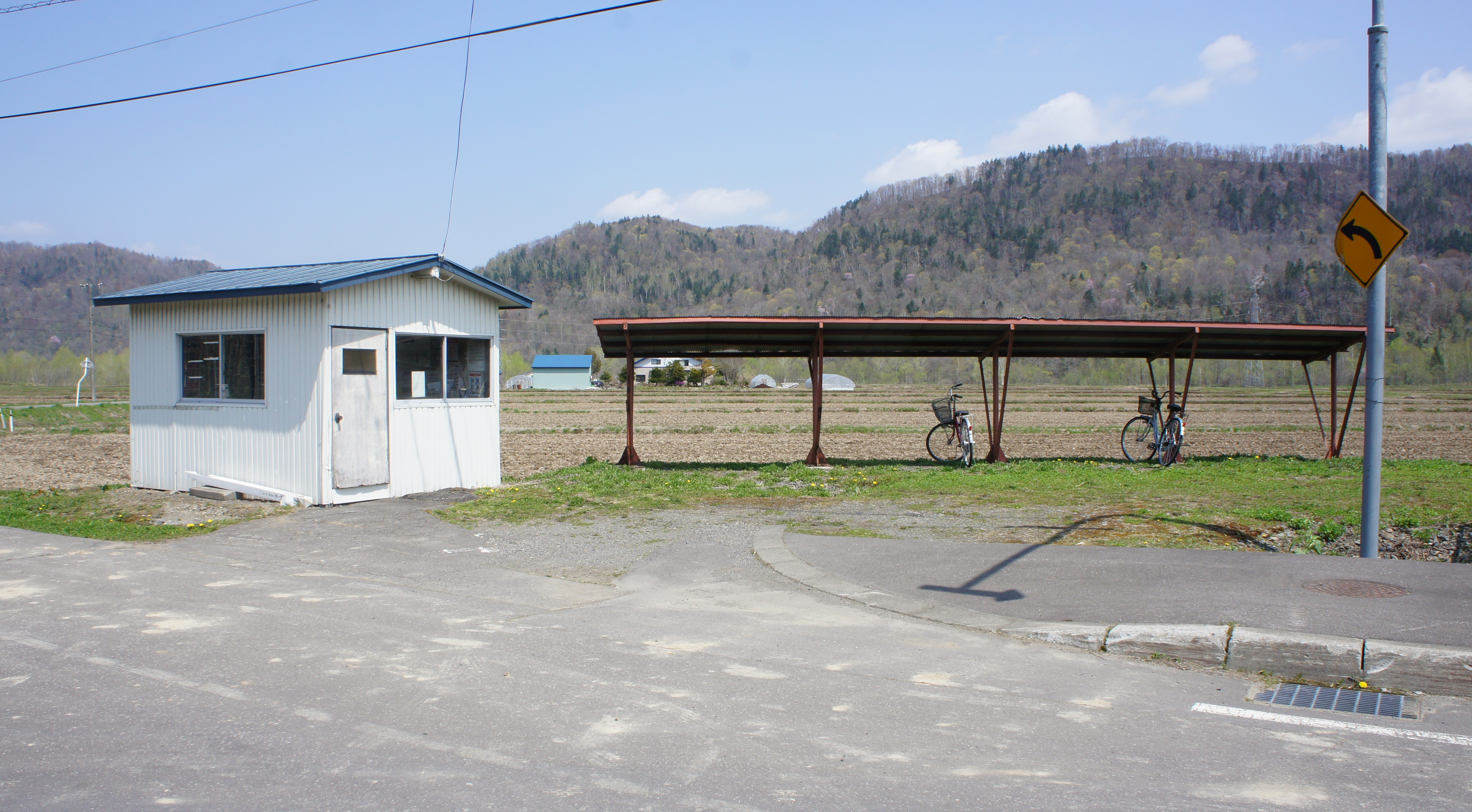
待合室と駐輪場（2018年5月）
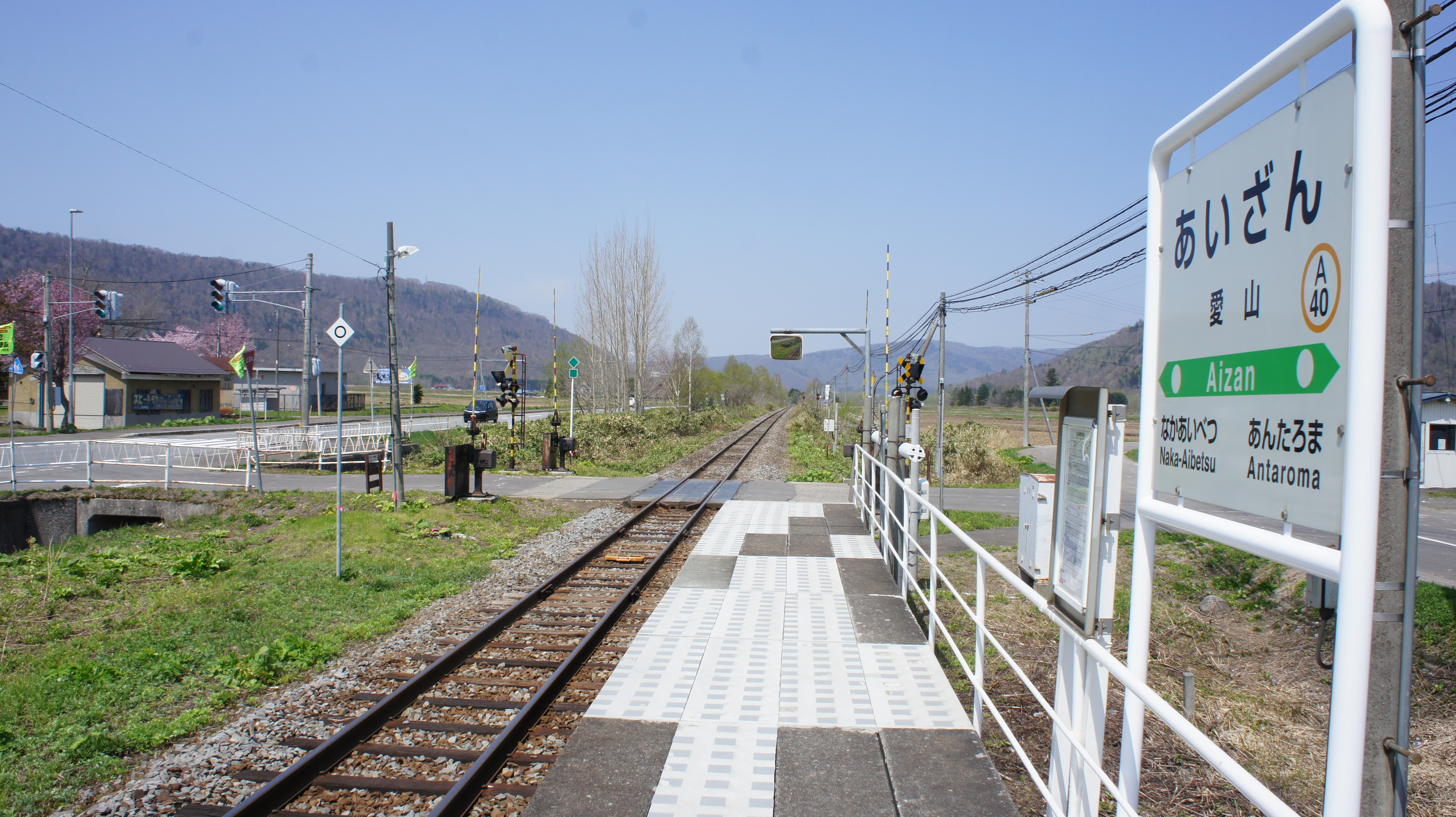
ホーム（2018年5月）
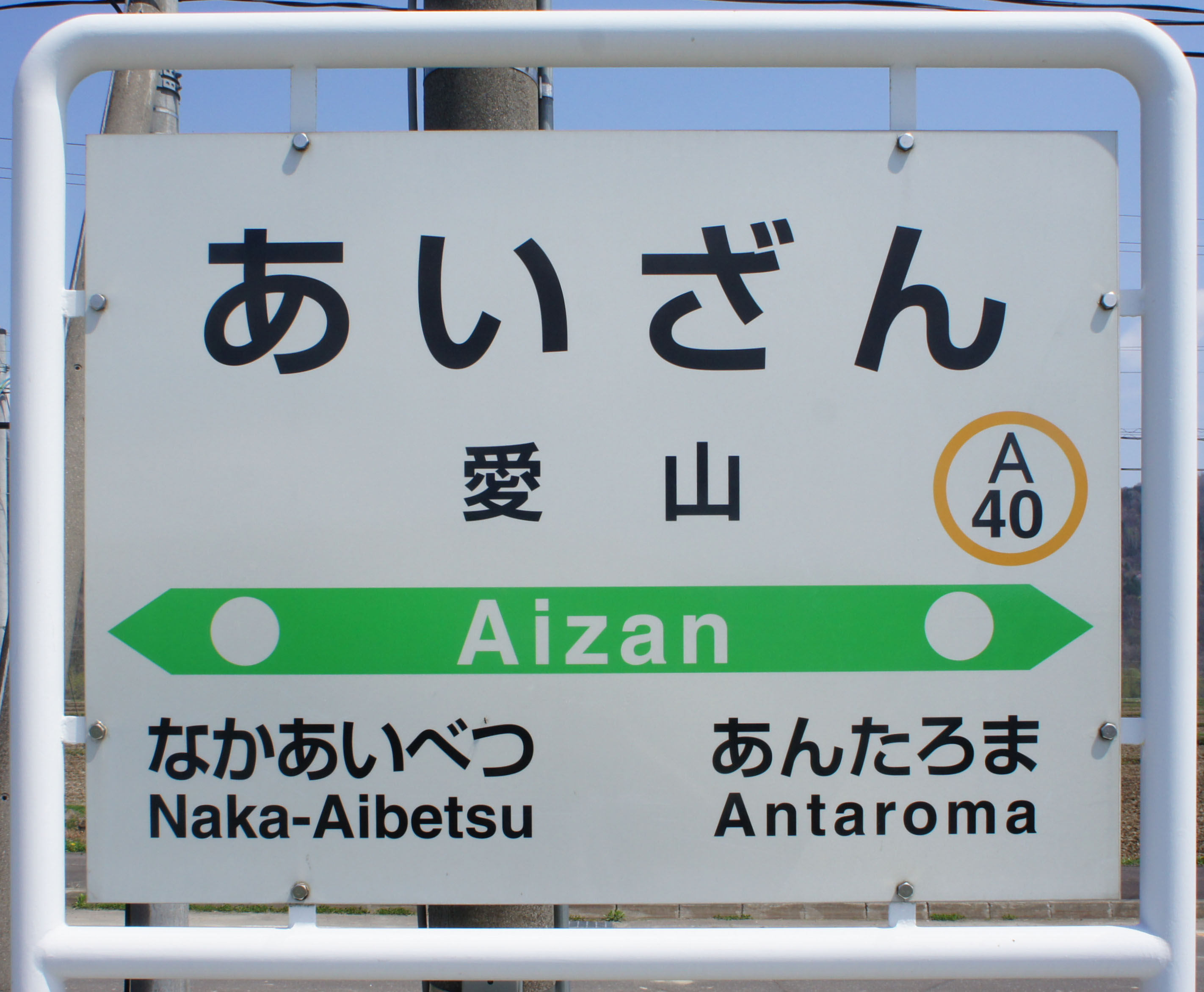
駅名標（2018年5月）

## 利用状況
乗車人員の推移は以下のとおり。年間の値のみ判明している年については、当該年度の日数で除した値を括弧書きで1日平均欄に示す。乗降人員のみが判明している場合は、1/2した値を括弧書きで記した。
また、「JR調査」については、当該の年度を最終年とする過去5年間の各調査日における平均である。
| 年度               | 乗車人員 | 乗車人員 | 乗車人員 | 出典       | 備考 |
| 年度               | 年間     | 1日平均  | JR調査   | 出典       | 備考 |
| ------------------ | -------- | -------- | -------- | ---------- | ---- |
| 2016年（平成28年） |          |          | 5.2      | [ JR北 2 ] |      |
| 2017年（平成29年） |          |          | 5.2      | [ JR北 3 ] |      |
| 2018年（平成30年） |          |          | 4.8      | [ JR北 4 ] |      |
| 2019年（令和元年） |          |          | 4.0      | [ JR北 5 ] |      |
| 2020年（令和02年） |          |          | 3.4      | [ JR北 6 ] |      |
| 2021年（令和03年） |          |          | 2.6      | [ JR北 7 ] |      |
| 2022年（令和04年） |          |          | 1.6      | [ JR北 8 ] |      |
| 2023年（令和05年） |          |          | 1.0      | [ JR北 9 ] |      |

## 駅周辺
- 国道39号
- 旭川紋別自動車道愛山上川IC
- きのこの里愛別オートキャンプ場
- 愛別町立愛山小学校
- 道北バス「愛山小学校前」停留所

## 廃駅後
待合室が改装され、駅名標のレプリカや写真などを展示する「愛山ミュージアム」となった。

## 隣の駅
北海道旅客鉄道（JR北海道）
■石北本線（廃止時点）
中愛別駅 (A39) - 愛山駅 (A40) - 安足間駅 (A41)

### JR北海道
1. 1 2  『2024年3月ダイヤ改正について』（PDF）（プレスリリース）北海道旅客鉄道、2023年12月15日。オリジナルの2023年12月15日時点におけるアーカイブ。2023年12月15日閲覧。
2. ↑  「石北線（新旭川・網走間）」（PDF）『線区データ（当社単独では維持することが困難な線区）』、北海道旅客鉄道、2017年12月8日。オリジナルの2017年12月9日時点におけるアーカイブ。2017年12月10日閲覧。
3. ↑  「石北線（新旭川・網走間）」（PDF）『線区データ（当社単独では維持することが困難な線区）(地域交通を持続的に維持するために)』、北海道旅客鉄道株式会社、3頁、2018年7月2日。オリジナルの2018年8月19日時点におけるアーカイブ。2018年8月19日閲覧。
4. ↑  “石北線（新旭川・網走間）” (PDF). 線区データ（当社単独では維持することが困難な線区）(地域交通を持続的に維持するために).   北海道旅客鉄道. p. 3 (2019年10月18日). 2019年10月18日時点のオリジナルよりアーカイブ。2019年10月18日閲覧。
5. ↑  “石北線（新旭川・網走間）” (PDF). 地域交通を持続的に維持するために > 輸送密度200人以上2,000人未満の線区（「黄色」8線区）.   北海道旅客鉄道. p. 3・4 (2020年10月30日). 2020年11月2日時点のオリジナルよりアーカイブ。2020年11月2日閲覧。
6. ↑  “駅別乗車人員  特定日調査（平日）に基づく”.   北海道旅客鉄道. 2022年8月3日時点のオリジナルよりアーカイブ。2022年8月14日閲覧。
7. ↑  “駅別乗車人員  特定日調査（平日）に基づく”.   北海道旅客鉄道. 2022年9月3日時点のオリジナルよりアーカイブ。2022年9月3日閲覧。
8. ↑  “駅別乗車人員  特定日調査（平日）に基づく”.   北海道旅客鉄道. 2023年11月10日時点のオリジナルよりアーカイブ。2023年11月10日閲覧。
9. ↑  “駅別乗車人員  特定日調査（平日）に基づく”.   北海道旅客鉄道 (2024年). 2024年9月9日時点のオリジナルよりアーカイブ。2024年9月9日閲覧。